# Conclave de 1513
El conclave de 1513 va començar el 4 de març del 1513 a Roma, després de la seu vacant que havia començat a la mort de Juli II el 21 de febrer al l'eixida del qual va ser escollit papa Giovanni di Lorenzo de Medici que va triar amb poc entusiasme el nom de Lleó X.

## Votació

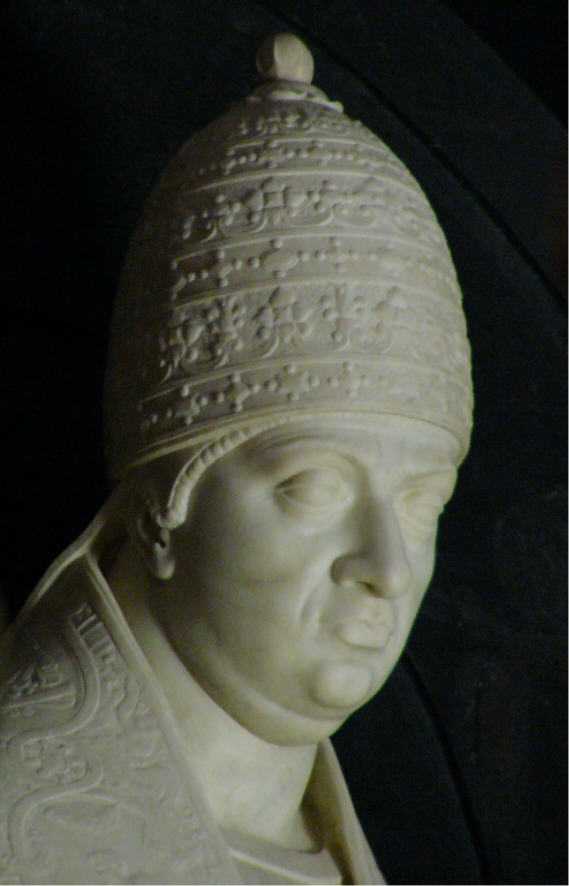
Giovanni de' Medici Papa escollit

25 dels 31 cardenals van entrar a la reclusió del conclave entre el 3 i 4 de març. Alguns van ser excomunicats per Juli II i d'altres no havien arribat a temps a Roma. Els primers dies es van dedicar exclusivament a l'elaboració d'una capitulació del conclave, a la regulació dels procediments eleccionarios i van acordar els beneficis que es concedirien als presents després del terme de l'elecció, incloent un pagament de 1.500 ducats pel cardenal que resultés electe.
El primer escrutini es va dur a terme el 10 de març després de la lectura cerimonial d'una butlla de Juli II contra la simonia. El cardenal d'origen valenciana Jaume Serra i Cau va obtenir el màxim de vots, però no pas la majoria. Tot sembla indicar que era un vot estratègic dels aficionats de Medici, que no volien palesar la seva preferència d'entrada, com que Serra tenia aleshores vuitanta-cinc anys i no era gens papable. La mateixa votació es va dur a terme a la Capella Sixtina, on antigament hi havia la de Sant Nicolau de Bari. Segons l'estatut dels cardenals-diaques, Giovanni di Medici va ser l'encarregat del recompte dels vots. El cardenal Serra i Cau van rebre tretze vots en la primera votació, possiblement dels cardenals més ancians, mentre que els més joves, i en particular als nobles i de la reialesa recolzaren Medici.
La nit abans de l'elecció, el cardenal Mèdici i el cardenal Raffaele Riario (els dos papables principals) van ser vistos en mesa de conversa. Fins i tot abans de la votació que va tenir lloc l'endemà, va córrer el rumor entre els cardenals sobre el resultat de la conversa, i tots els cardenals van acudir a la cel·la de Medici per felicitar-lo. Medici, a l'edat de 37 anys va ser elegit per unanimitat en el primer escrutini del matí. Els mestres de cerimònies li van demanar amb quin nom volgués ser tractat com a papa, i va respondre, que s'ene fotia, que deixava triar els cardenals. Els cardenals van respondre que era ell que havia de triar. Aleshores va proposor el nom de Lleó, els cardenals van aprovar i organitzar la primera adoració. Aleshores el cardenal Farnese va anunciar al poble l'elecció del papa nou.

## Cardenals presents

Escut del nou Papa Lleó X

- Raffaele Riario
- Domenico Grimani
- Jaume Serra i Cau
- Marco Vigerio della Rovere
- Francesco Soderini
- Giovanni de' Medici
- Alessandro Farnese
- Luigi d'Aragona
- Tamás Bakócz
- Marco Cornaro
- Francesc de Remolins
- Niccolò Fieschi
- Adriano di Castello
- Robert Guibé
- Leonardo Grosso della Rovere
- Carlo Domenico del Carretto
- Sigismondo Gonzaga
- Sisto Gara della Rovere
- Christopher Bainbridge
- Antonio Maria Ciocchi del Monte
- Pietro Accolti
- Achille Grassi
- Matthäus Schiner
- Bandinello Sauli
- Alfonso Petrucci